# Laurent Morestin
Pour les articles homonymes, voir Morestin.
Laurent Morestin est un footballeur professionnel français, né le 14 janvier 1976 à Grenoble. Il évolue au poste de défenseur.

## Biographie
Il dispute son 1er match en Ligue 1 le 25 septembre 1997 avec Lyon contre Lens. Ceci reste l'unique match de D1 joué dans sa carrière.

## Carrière
- 1997-1998 :  Olympique lyonnais (1 match, 0 but + C3 : 1 match, 0 but)
- 1998-2003 :  LB Châteauroux (162 matchs, 1 but)
- 2003-2004 :  AS Saint-Étienne (24 matchs, 0 but)
- 2004-2005 :  Stade brestois (28 matchs, 0 but)
- 2005-2007 :  FC Gueugnon (83 matchs, 0 but)[1]

## Palmarès
- Champion de France de Ligue 2 en 2004 avec l'AS Saint-Étienne